# Йеркиш
Йеркиш (англ. Yerkish) — искусственный язык, разработанный в 1970-х годах Эрнстом фон Глазерсфельдом совместно с группой исследователей для обучения человекообразных обезьян. Для обозначения предметов и действий в языке используются непохожие на обозначаемые предмет символы, так называемые лексиграммы.
Язык используется в исследованиях языковых способностей человекообразных обезьян и по сей день.

## История
Идея создания языка принадлежит К. Р. Карпентеру, который в 1970 году предложил заняться разработкой искусственного языка Эрнсту фон Глазерсфельду. Целью создания такого языка было доказательство способности человекообразных обезьян использовать язык со строгим синтаксисом и грамматикой. Хотя ранее Аллену и Беатрис Гарднер удалось обучить шимпанзе Уошо амслену (американский язык жестов), их результаты критиковались по многим причинам. Во-первых, амслен не имеет чёткого синтаксиса, поэтому не все считали его полноценным языком. Во-вторых, Гарднеры растили Уошо как ребёнка, а следовательно могли быть необъективны в своих выводах относительно способностей Уошо к языку.
Чтобы избежать подобных проблем, в Йеркском Национальном центре изучения приматов при университете Эмори планировали создать проект по обучению обезьян упрощённому языку, который бы имел строгий синтаксис. При этом обучение происходило бы через специальный компьютер, который передавал бы информацию между шимпанзе и учёными, чтобы избежать проблем с субъективными интерпретациями исследователей. Этот подход также позволял записывать весь процесс коммуникации. Однако сам язык и компьютерную программу лишь предстояло разработать. Фон Глазерсфельду идея понравилась, он согласился взяться за разработку языка и программы, а также пригласил П. Пизани для совместной работы.
Весной 1971 года на этот проект был получен грант, после чего началась реализация компьютерной системы и языка. В это же время группе учёных впервые представили шимпанзе Лану, которую планировалось обучить искусственному языку. В качестве символов нового языка фон Глазерсфельд начал использовать лексиграммы (символы, соответствующие объектам или идеям). После разработки языка, который получил название йеркиш в честь Роберта Йеркса (основателя лаборатории), исследователи начали постройку компьютерной системы.
Сама компьютерная система представляла собой коробку из оргстекла, прикреплённую к стене. На одной стороне находились:
- клавиатура с лексиграммами размером 5 × 5 клавиш;
- экран, на котором могли отображаться фильмы, слайды или лексиграммы, отправленные исследователями;
- механизмы для выдачи еды и напитков, управляемые компьютером;
- рычаг для включения всей системы.

При вводе синтаксически правильных предложений на йеркише компьютер мог показывать на экране фильмы, слайды, издавать звуки или подавать еду или напитки. Исследователи надеялись, что это подтолкнёт шимпанзе к обучению. По другую стороны стены находились исследователи, которые могли наблюдать за тем, что Лана вводит в систему, а также учёные сами могли показывать шимпанзе лексиграммы на дисплее.

## Язык

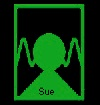
Лексиграмма для обозначения Сью Сэведж-Рамбо

### Лексикон
Для описания слов в йеркише используются лексиграммы, которые представляют нерепрезентативные символы, то есть, символы, не похожие на предмет, которые они обозначают. Это было сделано фон Глазерсфельдом намеренно, чтобы избежать возможной критики о том, что шимпанзе просто узнала предмет на лексиграмме. Первоначально фон Глазерсфельдом было создано около 150 лексиграмм, которые обозначали различные предметы, действия или отношения.
В отличие от естественных языков, в йеркише классификация слов происходила по их функциональному назначению, а не их роли в предложении. То есть, отсутствовало деление на глаголы, существительные и прилагательные. Вместо этого в языке присутствует около 40 классов лексиграмм, например:
- классы для приматов: знакомые приматы (сама Лана и исследователи), незнакомые приматы (лексиграмма «посетитель»),
- неприматы (например, таракан),
- неживые объекты (например, машина),
- состояния (цвета́, тёплый, твёрдый и т. д.),
- различные классы для действий (действия смены позиции, действия смены состояния и т. д.),
- семантические индикаторы («имя <предмета>»),
- маркеры атрибуции («<предмет>, который»).

### Грамматика
Грамматика йеркиша допускает 3 типа предложений: утверждение, просьба, вопрос. Предложения типа «просьба» должны начинаться с лексиграммы «пожалуйста». Предложения типа «вопрос» должны начинаться с лексиграммы «вопрос». Предложения всех типов должны оканчиваться точкой. Грамматическая корректность введённого предложения проверялась компьютером.
В йеркише для связи между словами необходимо применять разные лексиграммы отношений в зависимости от класса лексиграмм. Так, например, для предложений «Лана пьёт (Л1 Лана пить)» и «Тим несёт Лану (Л2 Тим (Л9 нести Лана))» требуется применение разных лексиграмм (Л1/Л2), поскольку «пить» относится к стационарному действию, а нести к действию перемещения.

## Использование

### Проект LANA

Шимпанзе Лана использует компьютер для йеркиша

Первой обезьяной, обученной новому искусственному языку в рамках проекта LANA (англ. Language ANAlog Project), стала самка шимпанзе Лана, которая была названа в честь этого же проекта. В начале обучения у Ланы в распоряжении было всего несколько лексиграмм, однако после того, как она научилась строить простые предложения на йеркише, исследователи увеличили количество лексиграмм на панели компьютера. Шимпанзе освоила построение предложений и могла полностью прокормить себя с помощью обращений к компьютеру («Пожалуйста, машина, дай M&M»), а также смотрела фильмы («Пожалуйста, машина, сделай фильм») и общалась с исследователями («Пожалуйста, Тим дай это красное»).
Чтобы статистически проверить, что Лана на самом деле понимает язык, а не случайно жмёт на клавиатуру, исследователи задавали ей одинаковые вопросы по нескольку раз. Однако в таких случаях шимпанзе быстро теряла интерес или отвечала исследователям предложениями вида «Пожалуйста, Тим, выйди из комнаты». К сентябрю 1974 года на панели компьютера уже было 3 клавиатуры по 25 лексиграмм, а Лана в этом же месяце построила около 1500 различных предложений на йеркише.

### Канзи
В дальнейшем исследователи предпринимали попытки обучить йеркишу других обезьян. Одной из таких обезьян была самка бонобо Матата, которая не проявляла способностей к изучению лексиграмм. После нескольких лет обучения Матата могла оперировать лишь несколькими лексиграммами. Однако исследователи заметили, что её детёныш, самец по имени Канзи, выучил несколько лексиграмм, лишь наблюдая за тем, как учат Матату, и потому сконцентрировались на его обучении. В отличие от других шимпанзе, Канзи не требовалось активное подкрепление для изучения языка, и он изучил все лексиграммы йеркиша в процессе диалога с исследователями. За 4 месяца наблюдений исследователи накопили около 13 тысяч различных предложений на йеркише, составленных Канзи.